# 川崎市立大師中学校
川崎市立大師中学校（かわさきしりつ だいしちゅうがっこう）は、神奈川県川崎市川崎区大師河原2-1-1にある公立中学校。

## 沿革
- 1947年（昭和22年）5月5日 - 創立
- 1984年（昭和59年）新体育館完成
- 1988年（昭和63年）新プール完成
- 1993年（平成04年）コンピュータ室完成
- 1997年（平成09年）創立50周年
- 2016年（平成28年）新校舎完成
- 2017年（平成29年）創立70周年

## 所在地
- 京浜急行電鉄大師線大師橋駅より徒歩6分、500m。
- 東門前駅より徒歩5.5分、450m。

## 部活動

### 運動部
- サッカー部
- ソフトボール部
- ソフトテニス部男子
- ソフトテニス部女子
- バドミントン部
- バレーボール部男子
- バレーボール部女子
- 陸上競技部
- バスケットボール部男子
- バスケットボール部女子
- 野球部
- 相撲部(春夏限定)
- 駅伝部(川崎市総合体育大会限定)

### 文化部
- 美術部
- 吹奏楽部
- 茶道部